# David Barrufet
David Barrufet i Bofill (Barcelona, España, 4 de junio de 1970) es un exportero de balonmano español. Era capitán del F. C. Barcelona e internacional con la selección española, de la cual anunció su retirada tras los Juegos Olímpicos de Pekín 2008, pero a petición de Valero Rivera, decidió volver. Es considerado uno de los mejores porteros en la historia del balonmano mundial. Su hijo Ian también es internacional con España, jugando como extremo.

## Biografía
Se inició en el balonmano a los ocho años en el Colegio Sagrada Familia Horta, de Barcelona. Seis años después fichó por el F. C. Barcelona, formándose en varias categorías hasta que en 1988, debutó con el primer equipo.
Con este club ha ganado 7 Copas de Europa, 2 Recopas, 5 Supercopas de Europa, 12 Supercopas de España, 10 Ligas de los Pirineos, 6 Copas ASOBAL, 7 Ligas Catalanas, 12 Ligas, 11 Copas del Rey y una Copa EHF.
Ha sido internacional 280 veces, ganando el Mundial de Túnez, celebrado entre enero y febrero de 2005, y una medalla de bronce en los Juegos Olímpicos de Sídney 2000, otra en los Juegos Olímpicos de Pekín 2008 y una  Supercopa de Naciones. Tras el mundial de Croacia anunció su retiro de la selección española, habiendo disputado 280 partidos y ocupando el primer puesto del ranking. Justo por detrás de él, se encuentra otro histórico portero y con el que compartió vestuario David cuando comenzó en el F. C. Barcelona, se trata de Lorenzo Rico. Fue designado por la Federación Internacional de Balonmano como mejor portero del mundo en las temporadas 2000-01 y 2001-02.
Es poseedor de la licenciatura de derecho y pasará a integrar los servicios jurídicos del F. C. Barcelona una vez finalizada su carrera deportiva.
El lunes 8 de febrero del 2010, anunció su retirada del balonmano profesional al finalizar esa temporada, es decir, en junio.

## Clubes
- F. C. Barcelona: 1988-10

## Palmarés

### Títulos internacionales de selección
- Medalla de bronce en los Juegos Olímpicos de Sídney 2000.
- Supercopa de Naciones de Balonmano de Alemania 2003.
- Campeón del Mundo en el Mundial 2005.
- Medalla de plata en el Europeo 2006.
- Medalla de bronce en los Juegos Olímpicos de Pekín 2008.

### Títulos internacionales de club
- 7 Copas de Europa: 1990-91, 1995-96, 1996-97, 1997-98, 1998-99, 1999-00, 2004-05.
- 2 Recopas: 1993-94, 1994-95.
- 1 Copa EHF: 2002-03.
- 5 Supercopas de Europa: 1997, 1998, 1999, 2000, 2004.

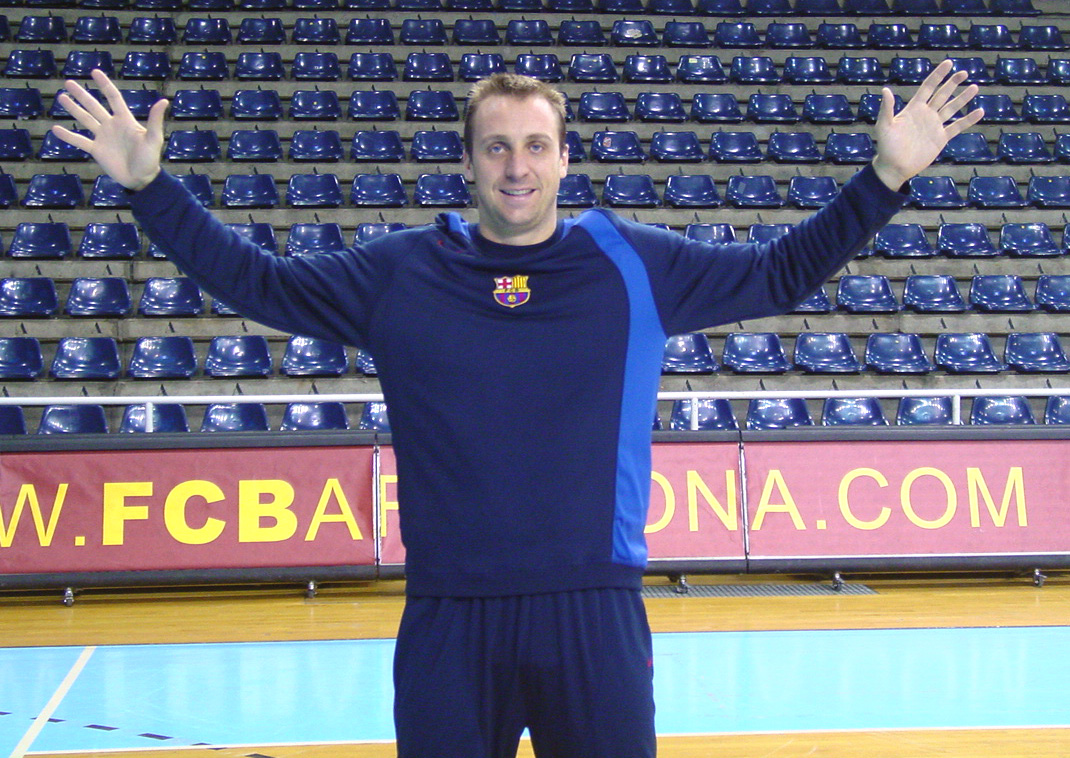
David Barrufet, portero del F. C. Barcelona.

### Títulos nacionales de club
- 12 Ligas ASOBAL: 1987-88, 1988-89, 1989-90, 1990-91, 1991-92, 1995-96, 1996-97,1997-98, 1998-99, 1999-00, 2002-03, 2005-06.
- 11 Copas del Rey: 1987-88, 1989-90,1992-93, 1993-94, 1996-97, 1997-98,1999-00, 2003-04, 2006-07, 2008-09, 2009-10.
- 6 Copa ASOBAL: 1994-95, 1995-96, 1999-00, 2000-01, 2001-02, 2009-10.
- 12 Supercopas de España: 1988-89, 1989-90, 1990-91,1991-92, 1993-94, 1996-97, 1997-98, 1999-00, 2000-01, 2003-04, 2006-07, 2009-10.
- 10 Ligas de los Pirineos: 1997, 1998, 1999, 2000, 2001, 2003, 2005, 2006, 2007, 2009.
- 7 Ligas Catalanas: 1987-88, 1990-91, 1991-92, 1992-93, 1993-94, 1994-95, 1996-97.

## Premios, reconocimientos y distinciones
- 2 veces elegido "mejor portero del mundo" (2001 y 2002), por la Federación Internacional de Balonmano.
- Mejor Portero de la Liga ASOBAL (2): 2003 y 2004
- Medalla de Oro de la Real Orden del Mérito Deportivo, otorgada por el Consejo Superior de Deportes (2009)